# Simsalabim Sabrina
Simsalabim Sabrina (Sabrina: The Animated Series) ist eine US-amerikanische Zeichentrickserie, die auf der Sitcom Sabrina – Total Verhext! basiert. Die Erstausstrahlung der Serie erfolgte in den USA am 6. September 1999, in Deutschland im Free-TV bei RTL Television am 19. November 2000.

## Handlung
Sabrina geht in die Greendale-Mittelschule, in die auch ihre Freunde Chloe Flan und Harvey Kinkle sowie ihre Widersacherin Gemini Stone gehen. In der Serie geht es schwerpunktmäßig um die typischen Probleme innerhalb der Mittelschule, gemischt mit Sabrinas ersten Erfahrungen im Umgang mit ihren magischen Kräften.

## Figuren

### Sabrina Spellman
Sabrina ist die Hauptperson der Serie. Sie ist eine zwölfjährige Halbhexe, die in der „Welt der Sterblichen“ (wie die Hexen gewöhnliche Menschen bezeichnen) lebt. Sabrina ist eine Halbhexe, weil ihr Vater (Edward) ein Hexenmeister ist, ihre Mutter (ebenfalls Sabrina) jedoch eine Sterbliche. Da Sabrinas Mutter sich als Archäologin im Ausland aufhält und Sabrinas Vater in der Unterwelt lebt, wohnt Sabrina zusammen mit ihren Tanten Hilda und Zelda, ihrem Onkel Quigley sowie dem in einen Kater verwandelten Hexenmeister Salem. Gemeinsam wohnen sie in einem Haus in der fiktiven Stadt Greendale.
Sabrina besucht die Greendale-Mittelschule. Dort muss sie – wie auch sonst in der Öffentlichkeit – ihre magischen Kräfte verbergen, was ihr insbesondere wegen Gem Stones Provokationen nicht immer leicht fällt.

### Hilda Spellman
Hilda ist Sabrinas Tante; sie ist die Schwester von Zelda und von Sabrinas Vater. Sie ist eine Hexe im Alter von 600 Jahren. Für den Missbrauch ihrer Zauberkräfte wurde sie vom Hexenrat bestraft und muss nun im Körper eines Teenagers leben.
Als Vorlage für Hildas Aussehen diente Victoria Beckham.

### Zelda Spellman
Zelda ist Sabrinas Tante; sie ist die Schwester von Hilda und von Sabrinas Vater. Sie ist eine Hexe, deren Alter nicht explizit genannt wird, jedoch ist sie älter als Hilda. Auch Zelda wurde vom Hexenrat bestraft und muss im Körper eines Teenagers leben.

### Quigley
Quigley ist Sabrinas Onkel; er ist der Bruder von Sabrinas Mutter und kümmert sich um den Haushalt. Er hat dementsprechend auch keine magischen Fähigkeiten. Quigley ist recht beleibt, leidet an Haarausfall und pflegt mehrere bizarre Hobbys in der Botanik. Er kümmert sich um Sabrina, weil ihre Tanten rechtlich gesehen minderjährig sind.

### Salem
Salem ist ein Hexenmeister, der vom Hexenrat für den Missbrauch seiner Zauberkräfte mit der Strafe belegt wurde, im Körper eines schwarzen Katers zu leben. Er verfügt über sarkastische und ich-bezogene Charakterzüge.

### Chloe Flan
Chloe ist Sabrinas Schulkollegin und beste Freundin. Darüber hinaus ist sie die einzige nicht zur Familie gehörende Person, die weiß, dass Sabrina und ihre Tanten Hexen sind.

### Harvey Kinkle
Harvey Kinkle ist ein nachdenklicher Junge mit einem Alien-T-Shirt, welches er in der zweiten Staffel trägt. Er hat braune Haare und grüne Augen. Im Ableger ist er deutlich frecher und selbstbewusster und die Haare sind auch nicht mehr so dunkel.
Außerdem hat er einen besonderen Draht zu Sabrina, da die beiden Teenager schon seit früher Kindheit miteinander befreundet sind. Ob da mehr ist, ist noch unklar. Doch wird Sabrinas Zuneigung Harvey gegenüber stets besonders deutlich, wenn sich Gem zwischen die zwei stellen will.
Ansonsten ist Harvey ein aufgeweckter Skater, welcher manchmal aber etwas leichtgläubig und beeinflussbar sein kann. Er weiß nichts von Sabrinas Hexen-Kräften.

### Gem(ini) Stone
Der Name Gem Stone rührt daher, dass sie für ihre Eltern, die beide Geschäftsleute sind, etwas Kostspieliges (also etwas wie ein Edelstein) darstellt. Sie bekommt keine Liebe von ihren Eltern und geht daher mit Harvey, Chloe und Sabrina sehr hartherzig und egoistisch um. Sie ist eingebildet und das reichste Mädchen in Greendale. Sie nutzt oft ihren Reichtum, um sich von bezahlten Hilfen die Schulaufgaben machen zu lassen.

### Enchantra
Sie ist die Herrscherin der Hexen und über die Unterwelt von Greendale. In den ersten beiden Staffeln ist sie eine recht junge und groß gewachsene Frau mit schwarzen Haaren, während sie in der zweiten Staffel deutlich gealtert ist und in der lila Kleidung eines Burgfräuleins umherläuft. Sie ist sehr streng, aber auch sogar gegenüber „Sterblichen“, die sich zufällig oder bewusst (um z. B. Sabrina zu retten) in die Unterwelt hinein versetzt haben, gerecht.

### Cassandra
Sie ist die ziemlich gemeine Nichte von Enchantra. Sie ist dickköpfig und meint, sie würde schon ihr „eigenes Ding“ durchziehen. In der Serie ist sie aber weniger gemein als im Film (wobei sie im Film noch Porzia heißt) und wird daher selten „bestraft“. Sie kommt nur in der dritten und letzten Staffel vor.

### Maritza
Maritza kommt wie Cassandra nur in der dritten Staffel vor. Sie ist eine Afroamerikanerin mit rotbraunen hüftlangen Dreadlocks, die sie zu einem Zopf zusammengebunden hat. Sie ist die kämpferischste unter Sabrinas Freunden und wird schnell wütend, wenn ihr oder Sabrina Ungerechtigkeit widerfährt.

### Olivia
Sie war die böseste Hexe in der Unterwelt. Sie hat sich anfangs mit Kobolden zusammengetan, um ihre rassistischen Pläne gegenüber den Hexen und Zauberern durchzusetzen. Sie wollte die gesamte Unterwelt in Stein verwandeln.
Aber als die Kobolde durch Sabrina, Harvey und Maritza erfuhren, dass sie nur durch Olivia ausgenutzt wurden und sie dann zu rebellieren begannen, benutzte der Oberkobold (mit weißen Haaren) einen Zauberspiegel und verwandelte sie selbst in einen Fels. Sie erscheint nur in der Folge „Zauber-Ökologie“.

## Produktion
Simsalabim Sabrina entstand als Koproduktion zwischen DIC Entertainment, Heartbreak Films und den Savage Studios. Regie führten Scott Heming, Peter Ferk und Karen Hydendahl.
An der musikalischen Gestaltung innerhalb der Serie waren fünf Komponisten beteiligt – Geoff Levin, Bruce Chianese, Andrew Keresztes, Matt McGuire und Mike Piccirillo.

## Fortsetzungen
Die dritte Staffel, welche in den USA erstmals von 2003 bis 2004 und in Deutschland im Jahr 2004 ausgestrahlt wurde, erzählt die Geschichte zwei Jahre nach den Ereignissen von Simsalabim Sabrina. Sie basiert auf dem Film zur Zeichentrickserie. Damit handelt es sich um einen Ableger, mit dem Originaltitel Sabrina’s Secret Life der unter anderem einen anderen Zeichenstil besitzt.
Seit dem 11. August 2014 läuft eine Fortsetzung von Simsalabim Sabrina mit dem Titel Sabrina – Verhext nochmal! auf dem Disney Channel. Diese enthält neue Geschichten und wurde optisch im Vergleich zur Vorgängerserie verändert.

## Musik
Der Titelsong wurde von der deutschen Sängerin und Moderatorin Saskia Tanfal (Saskia Süß) gesungen. Das Instrumental wurde von dem Originalsong beibehalten und wurde von Mike Piccirillo (L. A. Piccirillo) komponiert.
Die englische Originalfassung der Titelsongs „Sabrina (She’ll BeWitch You)“ wurde von der irischen Girlgroup B*Witched eingesungen. Das Lied wurde von der Band zusammen mit Martin Brannigan und Ray Hedges komponiert.

## Synchronisation
Die deutsche Synchronfassung entstand bei der Interopa Film GmbH in Berlin, unter der Dialogregie von Mario von Jascheroff.
| Figur            | Originalsprecher  | Deutsche Sprecher |
| Sabrina Spellman | Emily Hart        | Magdalena Turba   |
| Hilda Spellman   | Melissa Joan Hart | Carola Ewert      |
| Zelda Spellman   | Melissa Joan Hart | Antje von der Ahe |
| Quigley          | Jay Brazeau       | Horst Lampe       |
| Salem            | Nick Bakay        | Lutz Mackensy     |
| Harvey Kinkle    | Bill Switzer      | Hannes Maurer     |
| Chloe Flan       | Cree Summer       | Anja Stadlober    |
| Gemini Stone     | Chantal Strand    | Anna Predleus     |
| Pi               | Chantal Strand    | Jan Rohrbach      |
| Slugloafe        | Jason Michas      |                   |
| Bernard          | Chantal Strand    |                   |
| Zaubermufti      | David Sobolov     | Tilo Schmitz      |
| Enchantra        | Jane Mortifee     | Franziska Pigulla |

## Auszeichnungen
| Preisverleihung    | Kategorie                       | Resultat | Datum |
| ------------------ | ------------------------------- | -------- | ----- |
| Young Artist Award | Best Animated TV Show or Series | Gewonnen | 2000  |
| Young Artist Award | Best Animated TV Show or Series | Gewonnen | 2001  |